# Barnov
Barnov (460 m n. m.), nazývaný také Olověná a německy Bernhau, je zaniklá vesnice ve vojenském újezdu Libavá. Barnovem protéká Chudý potok (dříve nazývaný Barnovský potok nebo německy Dorfbach), který je přítokem řeky Odry. Trosky vesnice a jejího okolí jsou veřejnosti, mimo vyhrazené dny, nepřístupné.

## Historie
Barnov zřejmě vznikl německou kolonizací jako hornická osada v šikmém údolí mezi kopci Olověnský vrch a Kozí horka.
Písemně je obec zmíněna v roce 1394 v listině markraběte Prokopa Lucemburského, jíž se uděluje Potštátu městské právo a 12 vesnicím na jeho panství nařizuje přednostní obchodování s Potštátem.

Obec s kostelem a farou se dále zmiňuje v r. 1408 v kupní listině potštátského panství.
Historických údajů o starém barnovském dolování je ovšem minimum. V roce 1671 přiznal Kašpar ze Schertzu na Spálově a Deštné 3 doly, z nichž jeden byl v Barnově (druhý v Luboměři a třetí ve Spálově). Dle stejného zdroje byly doly v Barnově údajně otevřeny po celé 18. i 19. stol.

Oběma tvrzením však chybí odkaz na původní zdroje. Druhé tvrzení je zjevně chybné, při doloženém obnovení těžby v údolí u samoty Schmelzgraben v roce 1887 totiž jeden z důlních společníků zmiňuje zahájení prací v místě starého dolu objeveného před několika lety místním obyvatelem při kopání studny.

Z toho je zřejmé nejen to, že tento důl již nebyl v provozu, ale i to, že dávno upadl v zapomnění.
Samotné jméno samoty, která patřila již k Rudoltovicím - Tavební dolina - je však zřejmou připomínkou staršího dolování v této lokalitě. Na přelomu 19. a 20. století byly na území Barnova v provozu tři doly: výše jmenovaný nesl jméno Franz (František), druhý důl zvaný Moric se nacházel na výšině jižně od Barnova a třetí, Robert, na návrší asi 900 m severovýchodně od centra bývalé obce. V době největšího rozkvětu doly zaměstnávaly až 89 horníků, důlní práce probíhaly do roku 1900, kdy byly po opakované změně majitelů zastaveny. Jednotky až desítky tun galenitu byly ještě vytěženy různými majiteli v letech 1916 až 1918 a v roce 1925. Po zabrání Sudet území zkoumal říšský úřad pro výzkum půdy v Berlíně, ložisko bylo označeno jako nadějné, těžba nicméně obnovena nebyla.

I přes popsanou hornickou aktivitu zůstával Barnov převážně zemědělskou obcí.
V obci byly větrné a vodní mlýny, hostince, vodní pila, hasičský spolek, záložna, škola, kovárna, obuvnictví, hokynářství, řeznictví, kostel, fara, hřbitov, památník padlým v 1. světové válce aj. Celá podlouhlá obec vč. potoka byly vyzděné, aby se zabránilo rozvodnění Chudého potoka. Dolní (severní) konec obce se nacházel u řeky Odry (dnes je tam Barnovská vodní nádrž).
Kostel všech svatých byl postaven v centru obce na místě předchozího dřevěného kostela v r. 1792 a v r. 1904 byly na věž umístěny hodiny. V kostele byly i varhany od firmy Rieger.
Barnovští nechali postavit železobetonový most přes řeku Odru, tzv. Barnovský most (poblíž Novooldřůvského Mlýna), který je dodnes funkční.
Po 2. světové válce, na základě Postupimské dohody a Benešových dekretů, bylo v říjnu 1946 německé obyvatelstvo odsunuto (zbylo jen několik československých občanů) a obec zpustla. Vesnice následně připadla armádě a zbývající osadníci odešli také. Armáda Barnov (za spoluúčastí lidí z okolí) zdevastovala (levný stavební materiál, vydrancování hrobů, …).
Torzo pozdně barokního kostela a přilehlého hřbitova jsou nejvýznamnějšími památkami a pietním místem současného Barnova. Od roku 1994 je v severní části obce umístěn také pomník pořízený zdejšími rodáky.

## Počet obyvatel a domů
| Rok            | 1910 | 1921 | 1930                                                   | současnost |
| Počet obyvatel | 382  | 347  | 359 (z toho 10 se hlásilo k československé národnosti) | 0          |
| Počet domů     | ?    | 87   | 75                                                     | 0          |

## Další informace
Severně od Barnova, při soutoku Chudého potoka s řekou Odrou, se nachází vodní nádrž Barnovská.
Existuje zde také vojenské barnovské vodní cvičiště.
Barnov a okolí patří do vojenského újezdu Libavá a nejsou veřejnosti běžně přístupné. Avšak obvykle jedenkrát ročně může být Barnov a jeho okolí přístupné veřejnosti v rámci cyklo-turistické akce Bílý kámen.

## Galerie

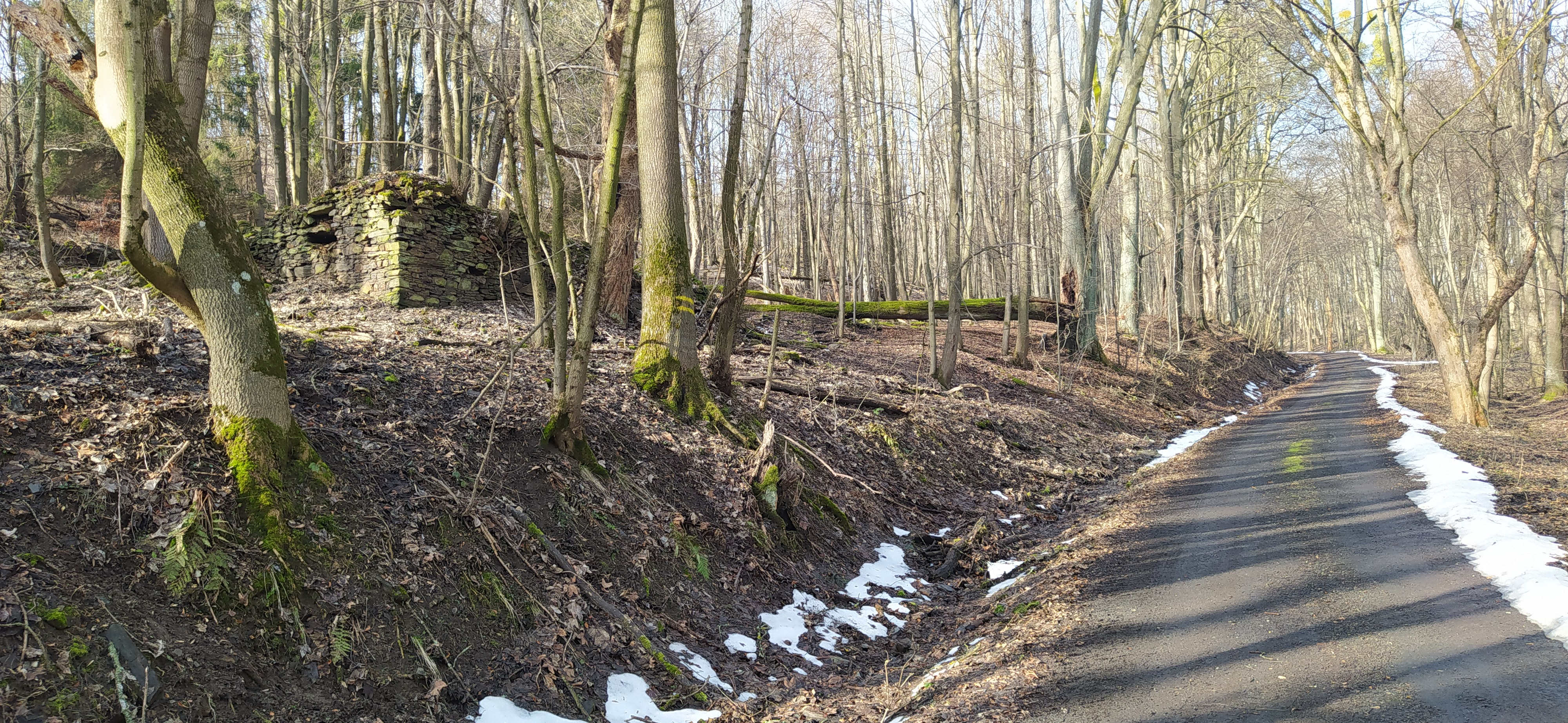
Barnov (jižní část)
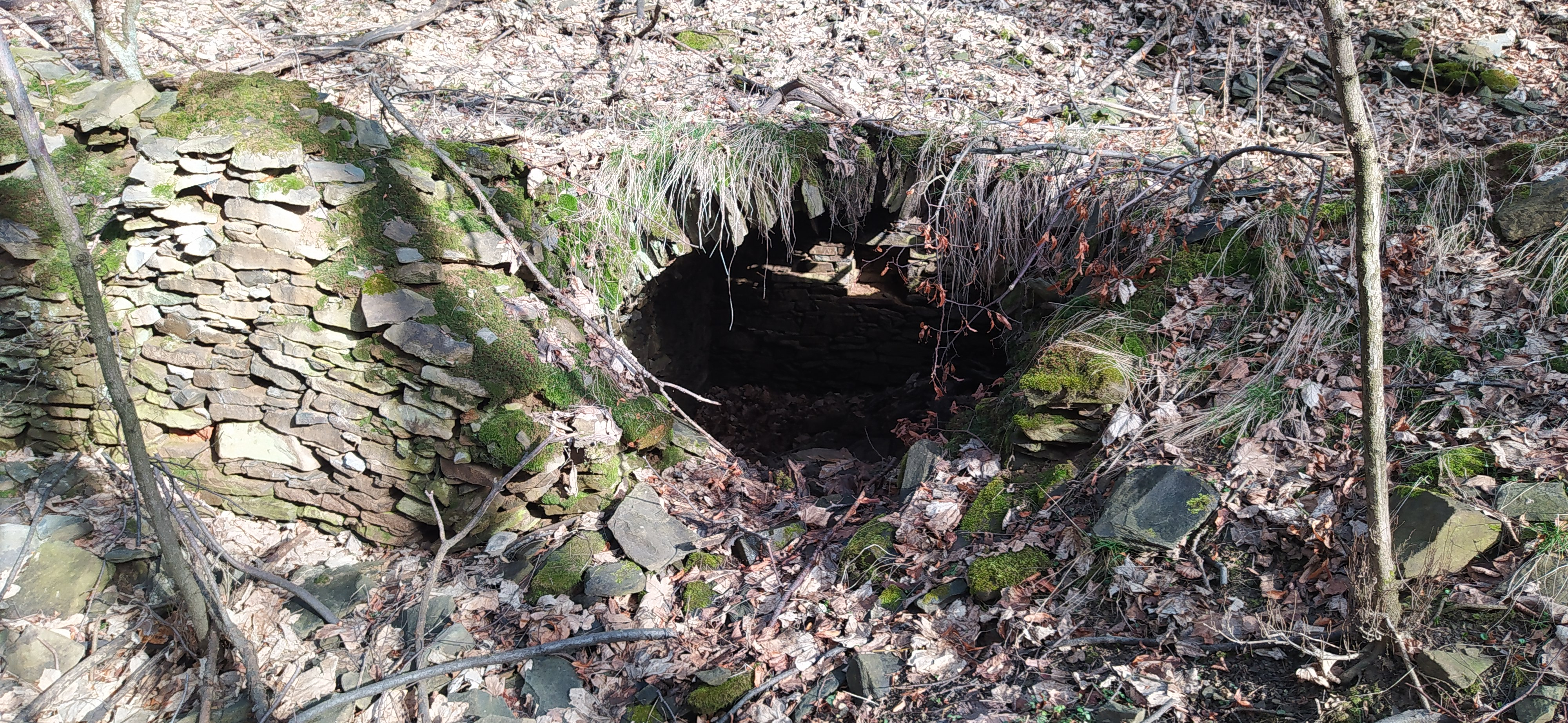
Barnov (jižní část) - kamenná klenba sklepa
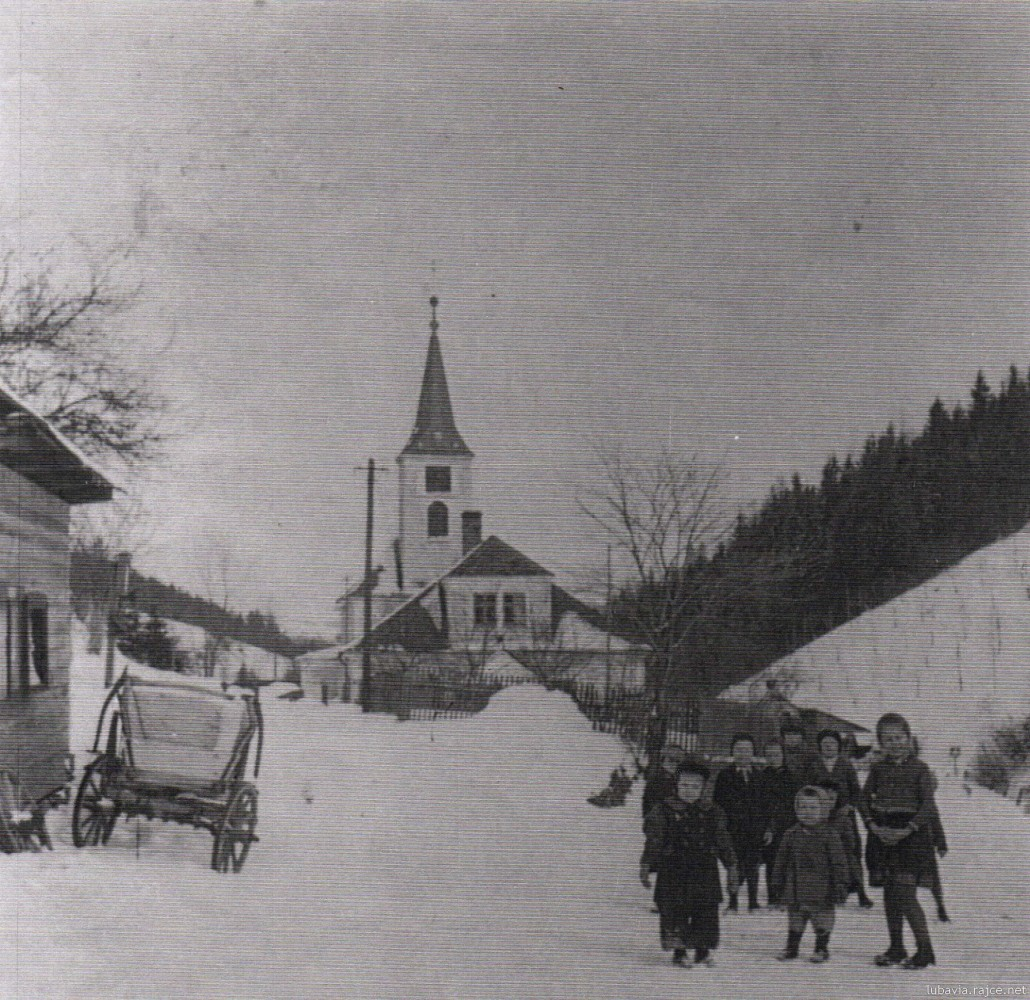
Kostel v Barnově
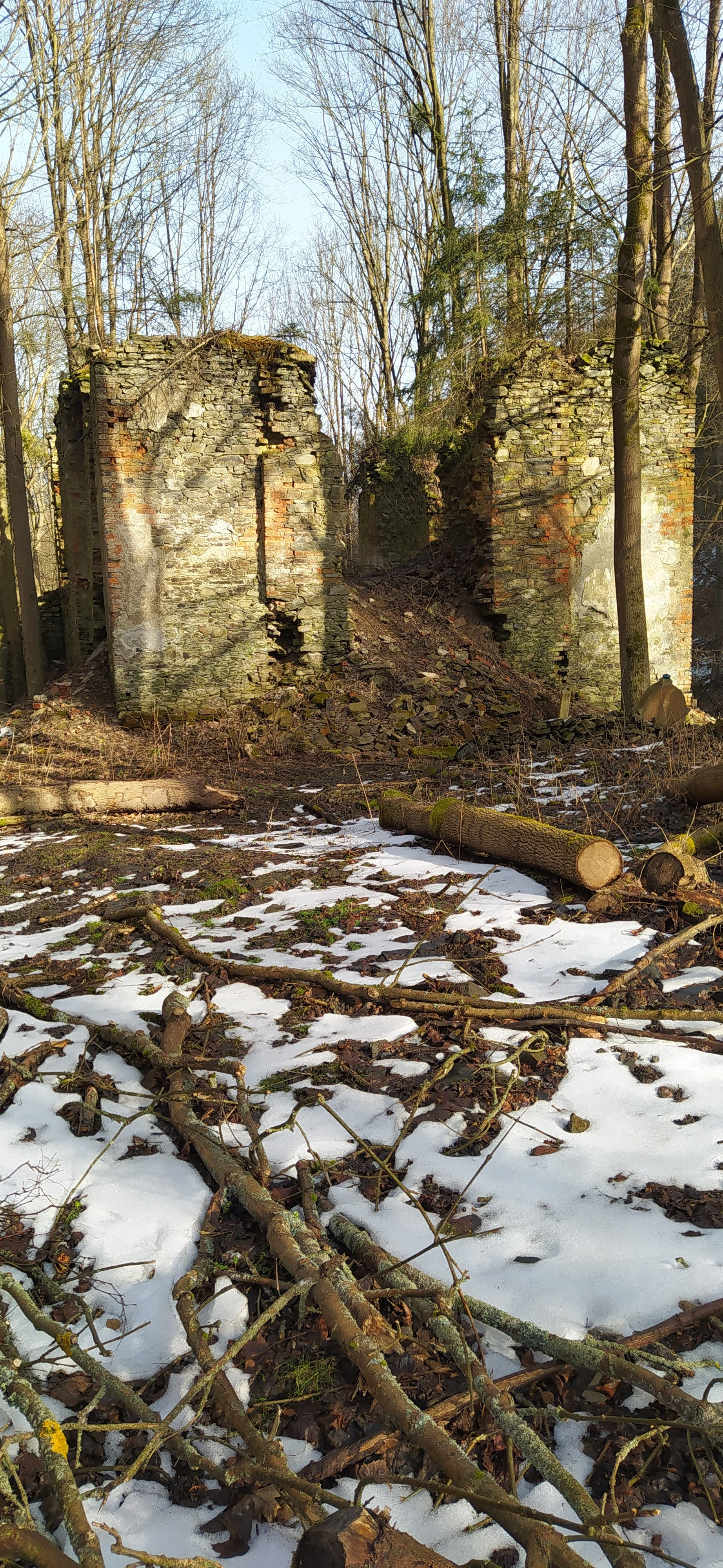
Kostel v Barnově
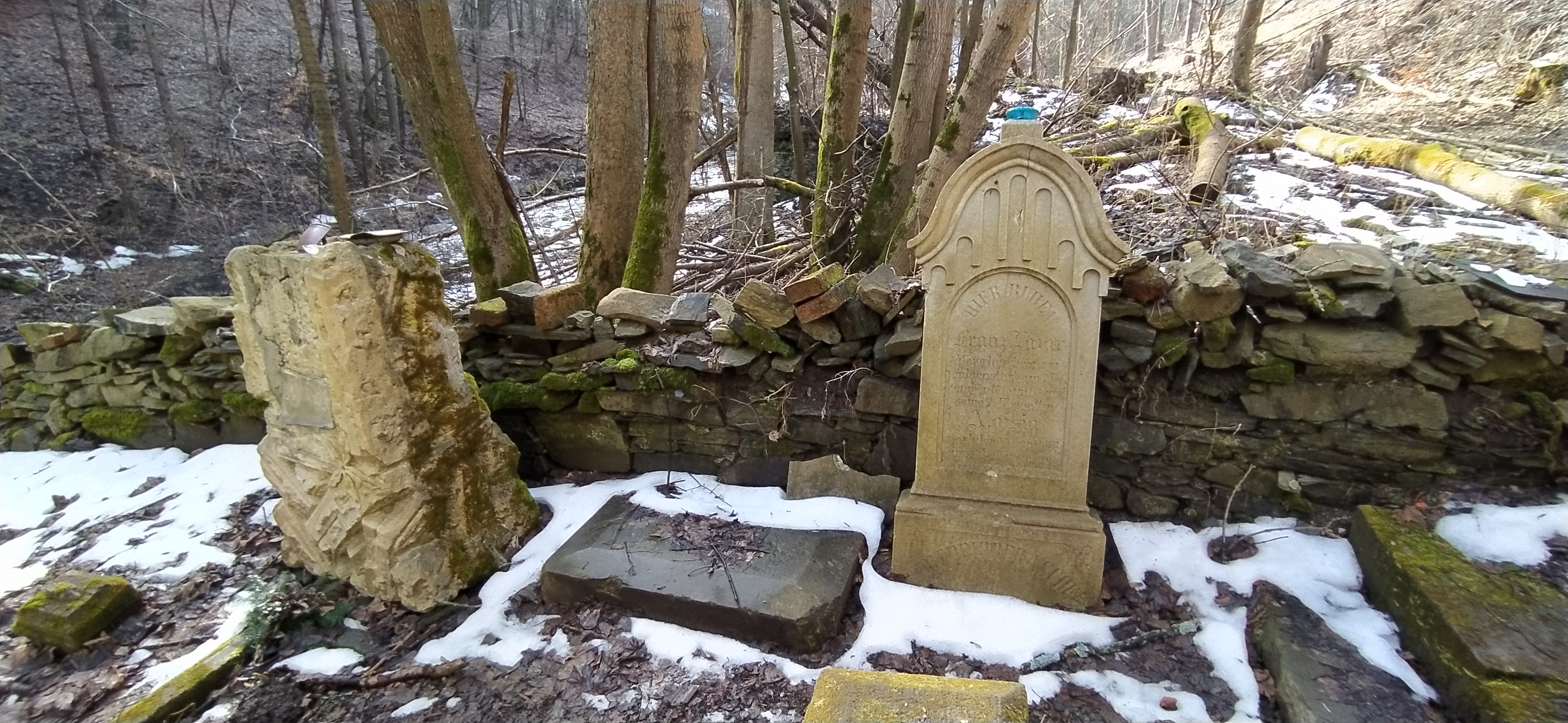
Kostel v Barnově (hřbitov)
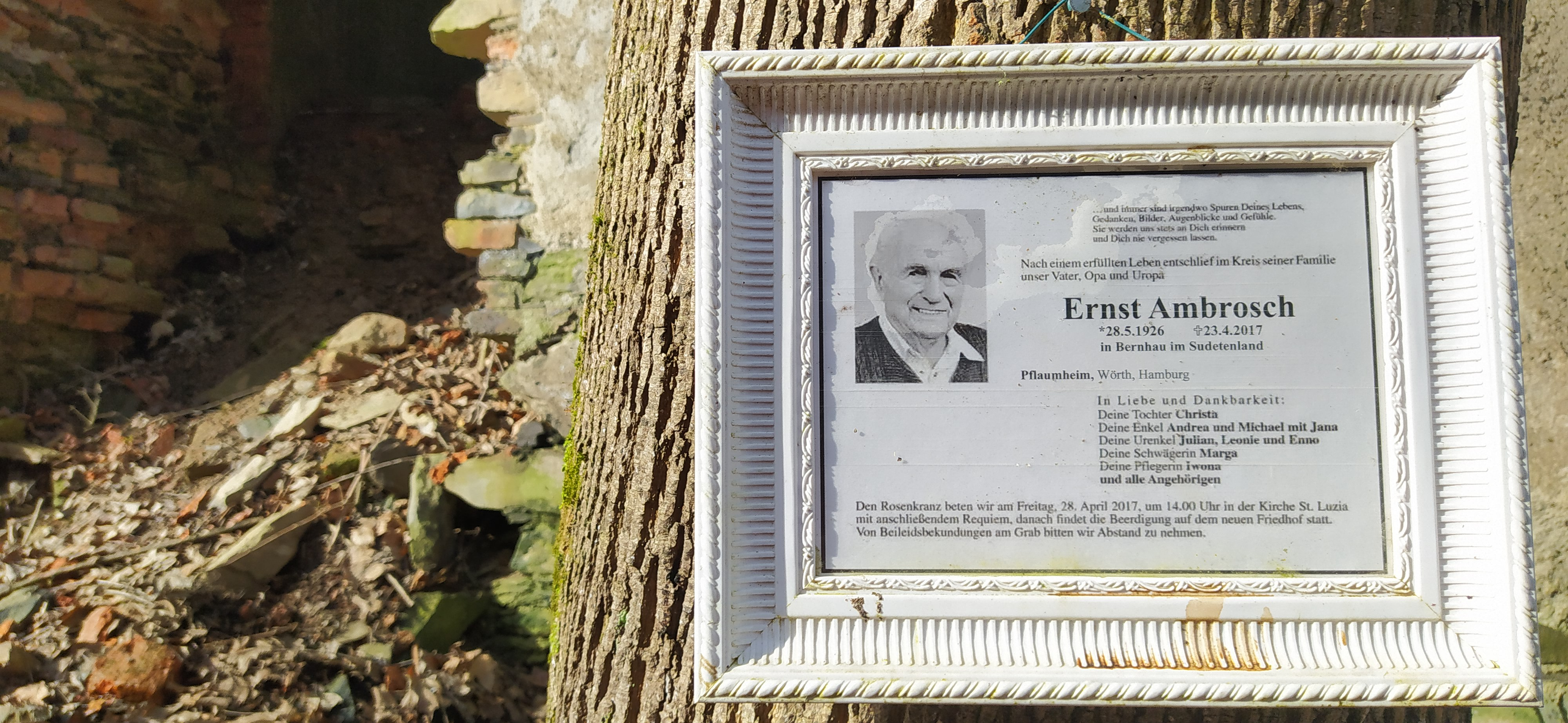
Kostel v Barnově (hřbitov, vzpomínka na rodáka)
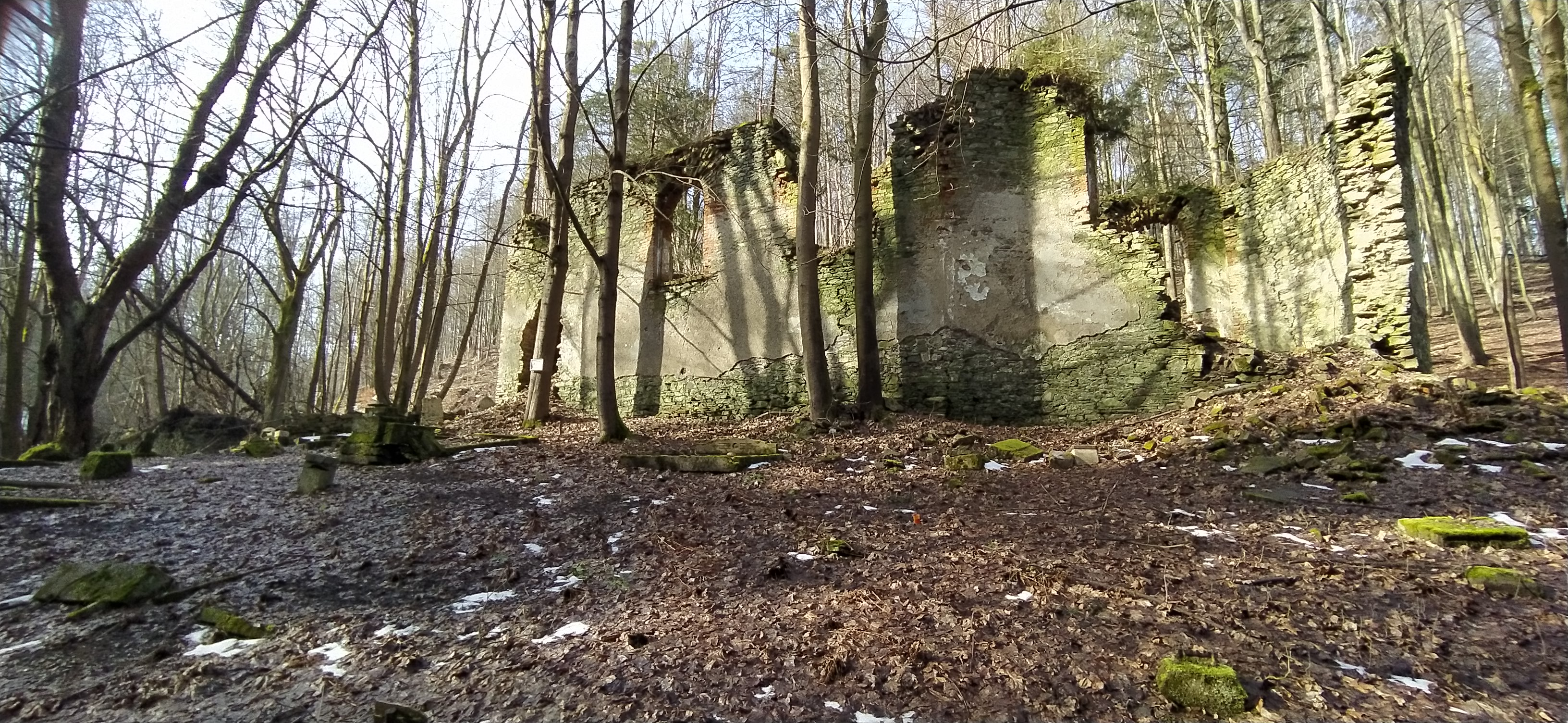
Kostel v Barnově
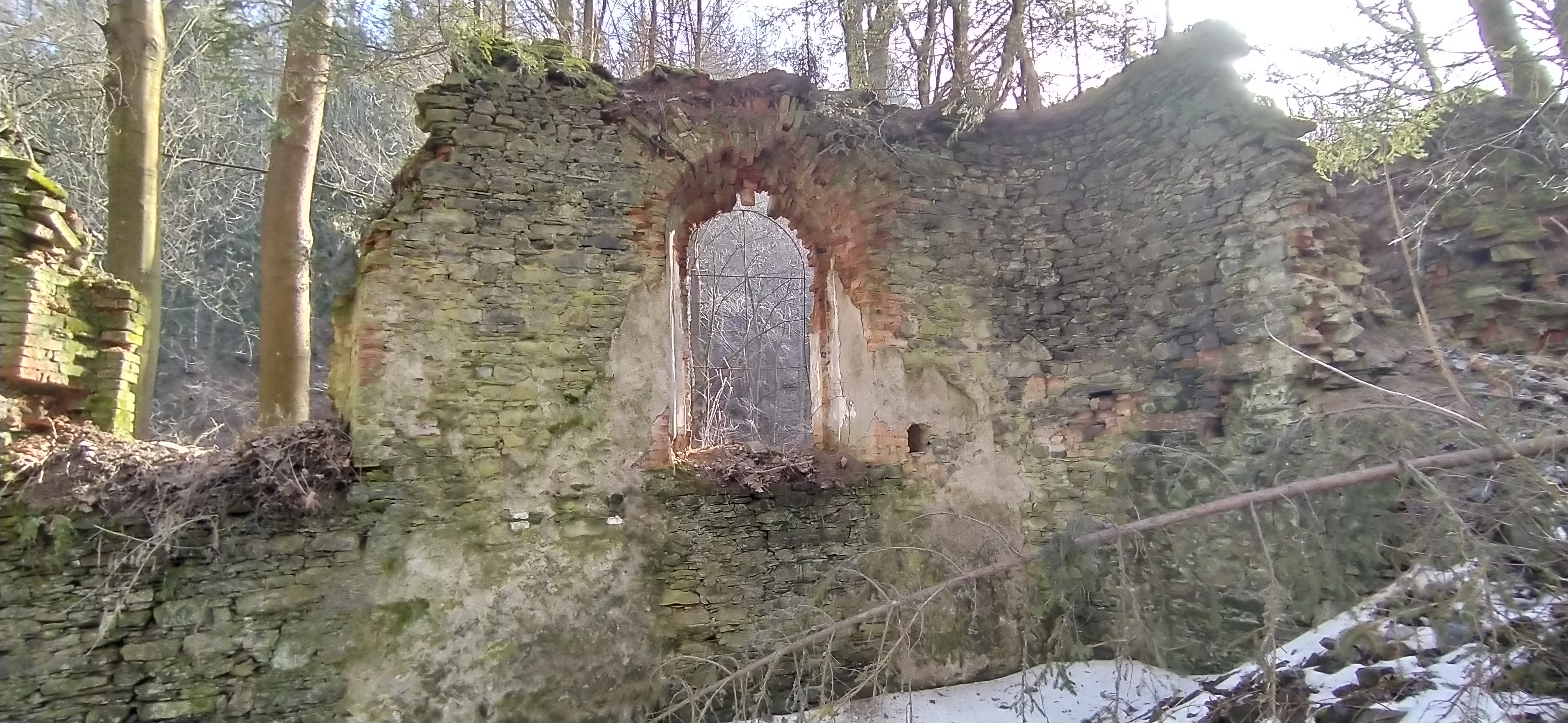
Kostel v Barnově
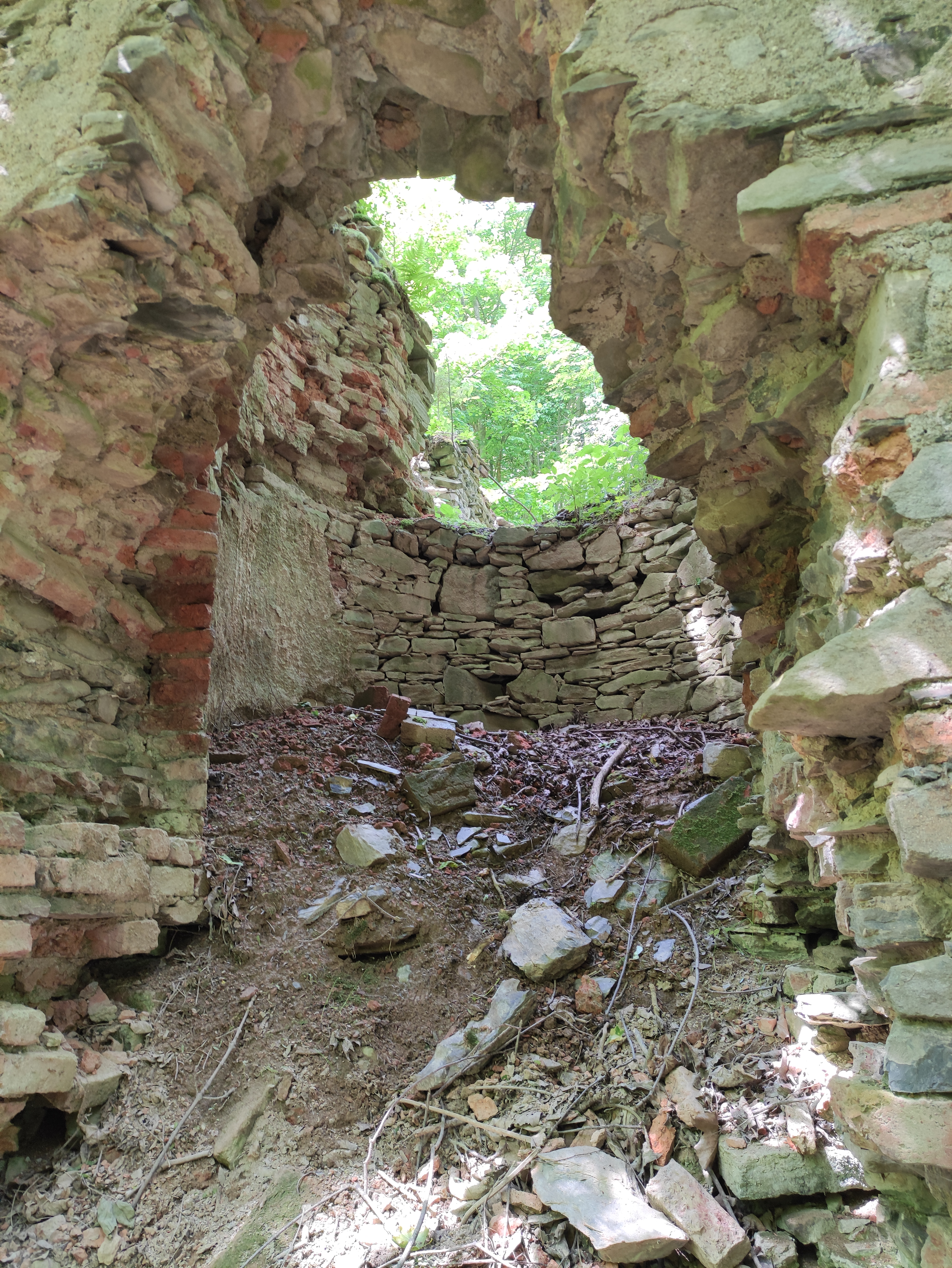
Kostel v Barnově
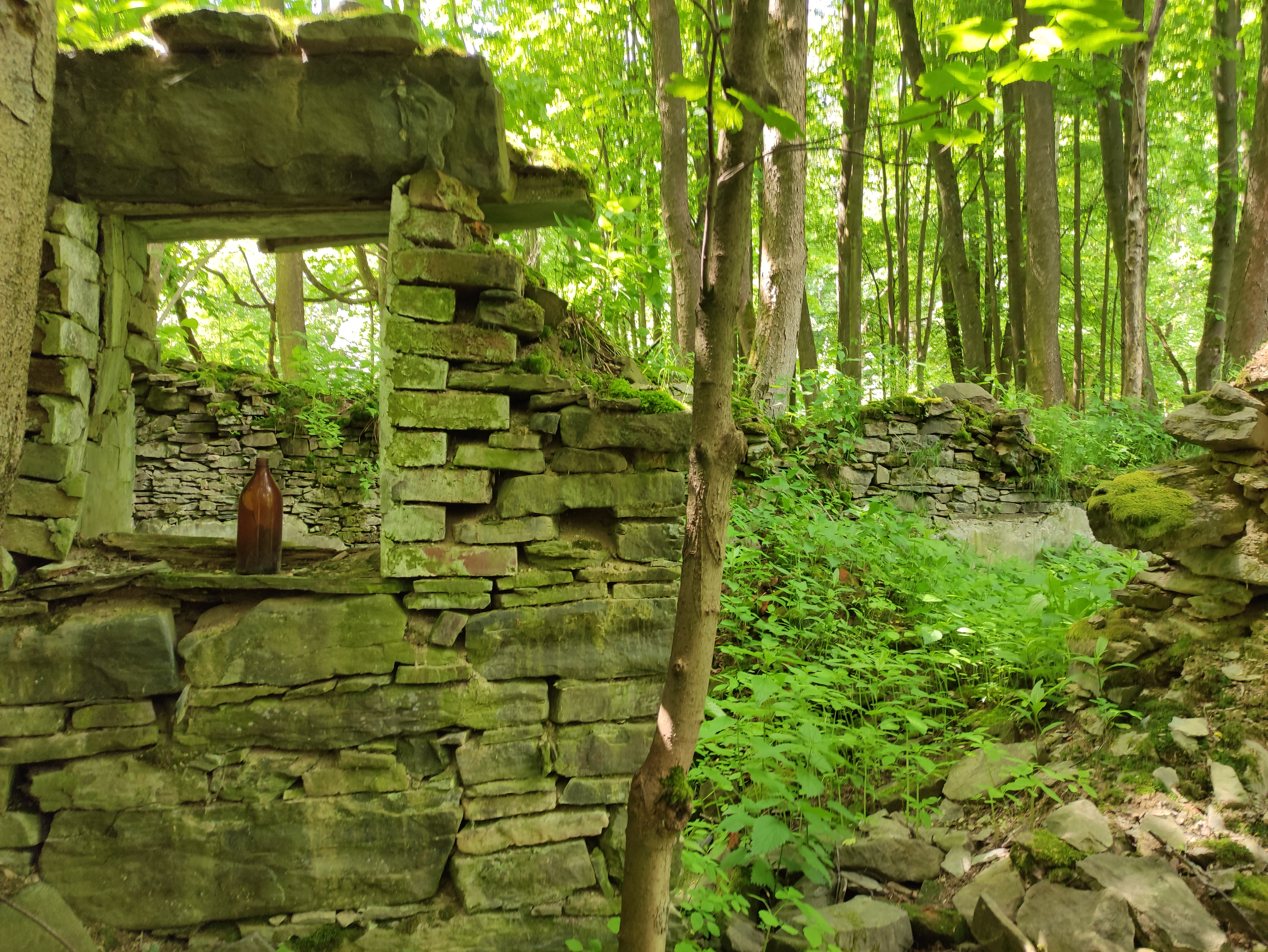
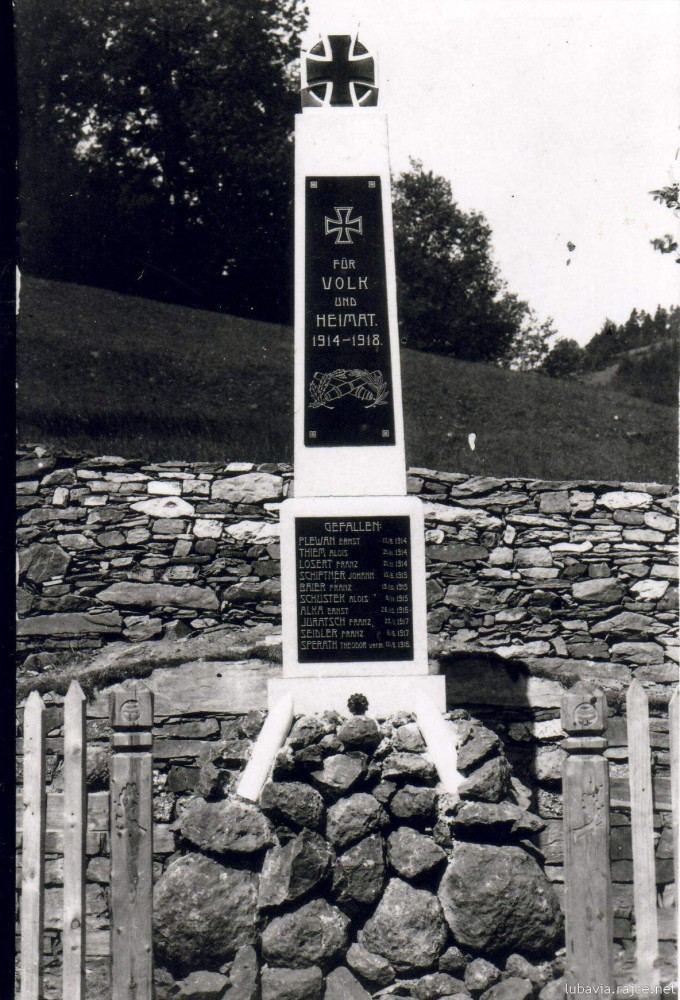
Barnov - památník padlým v první světové válce
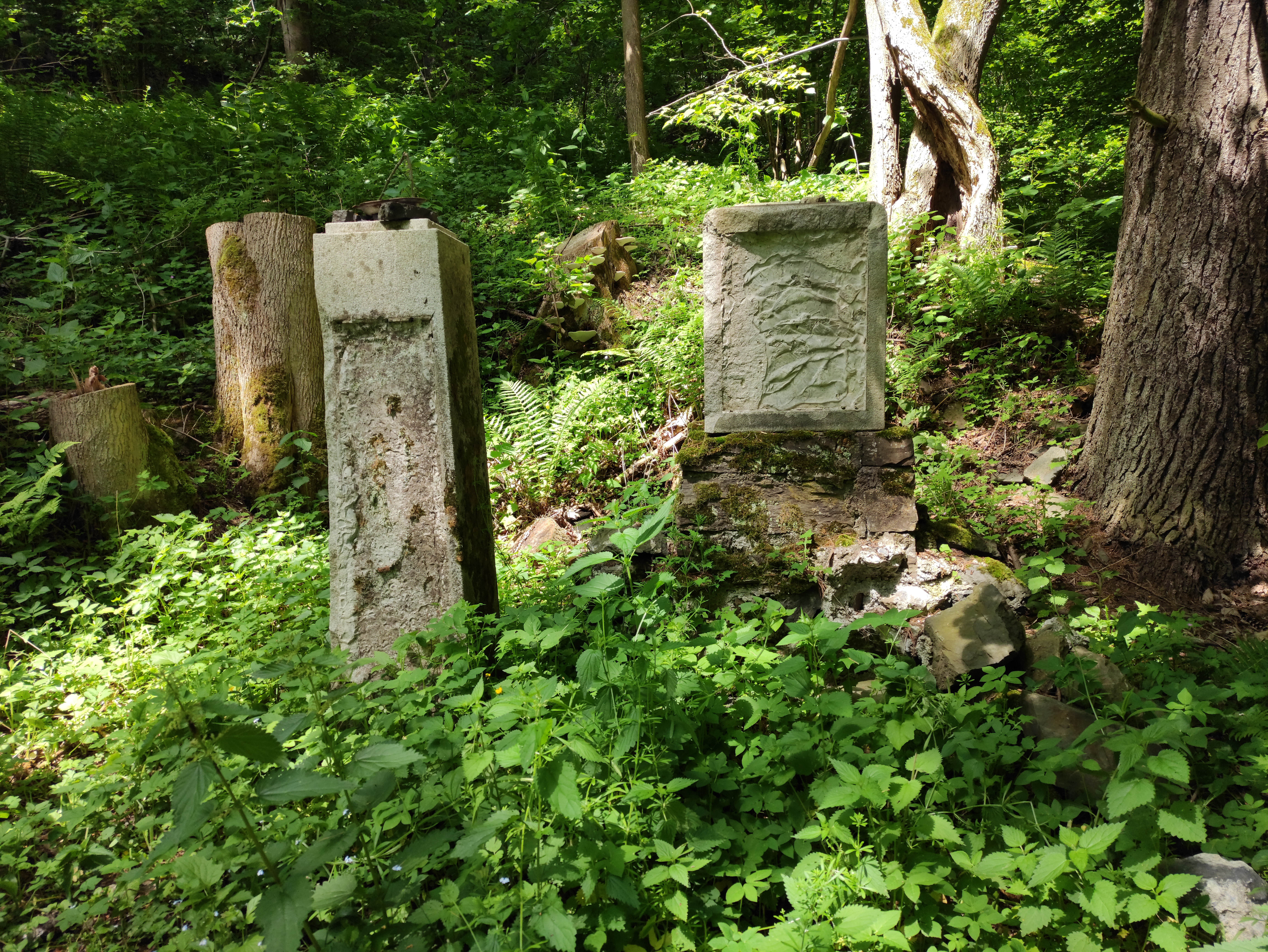
Barnov - památník padlým v první světové válce
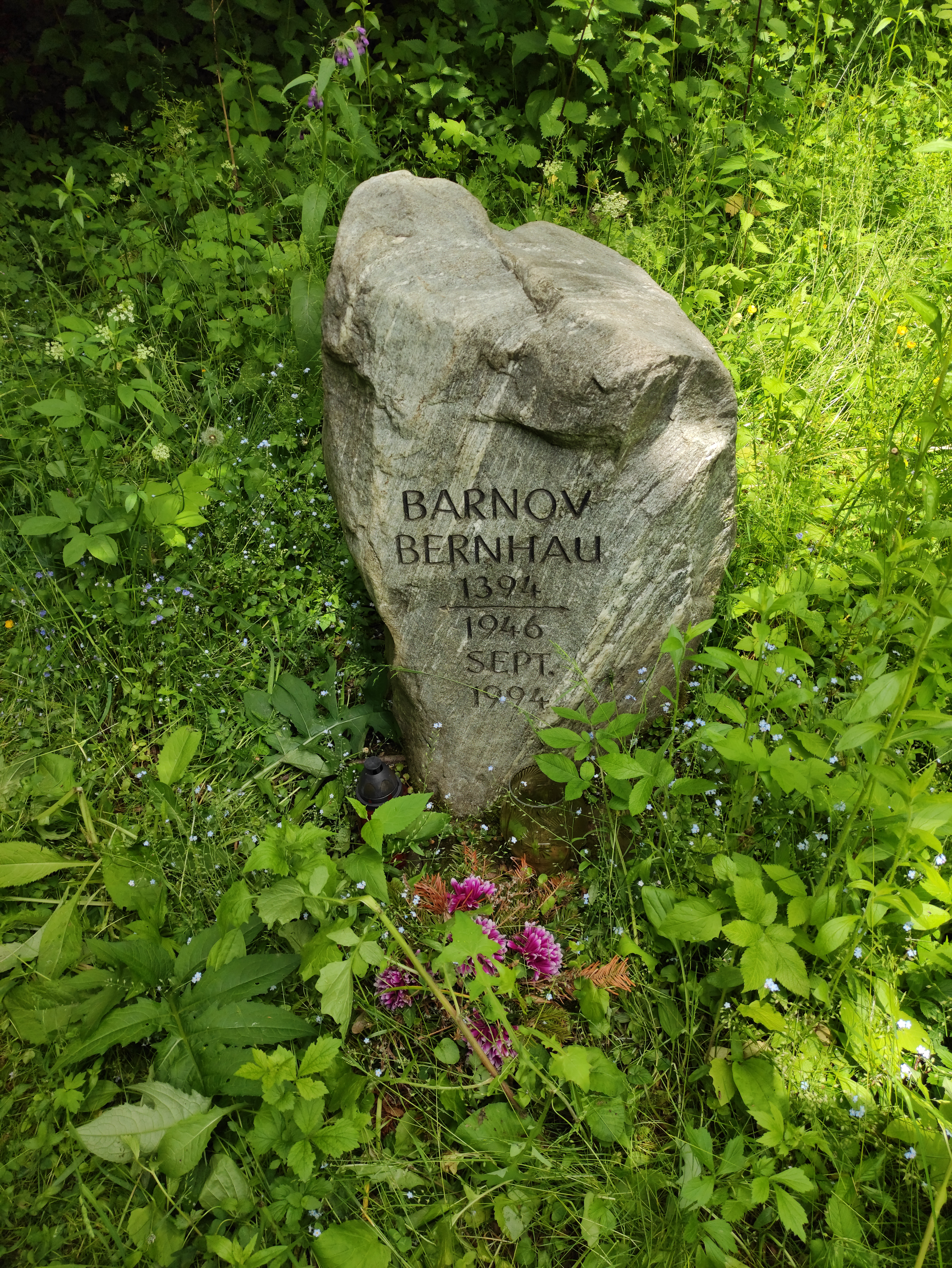
Památník zaniklé obce Barnov
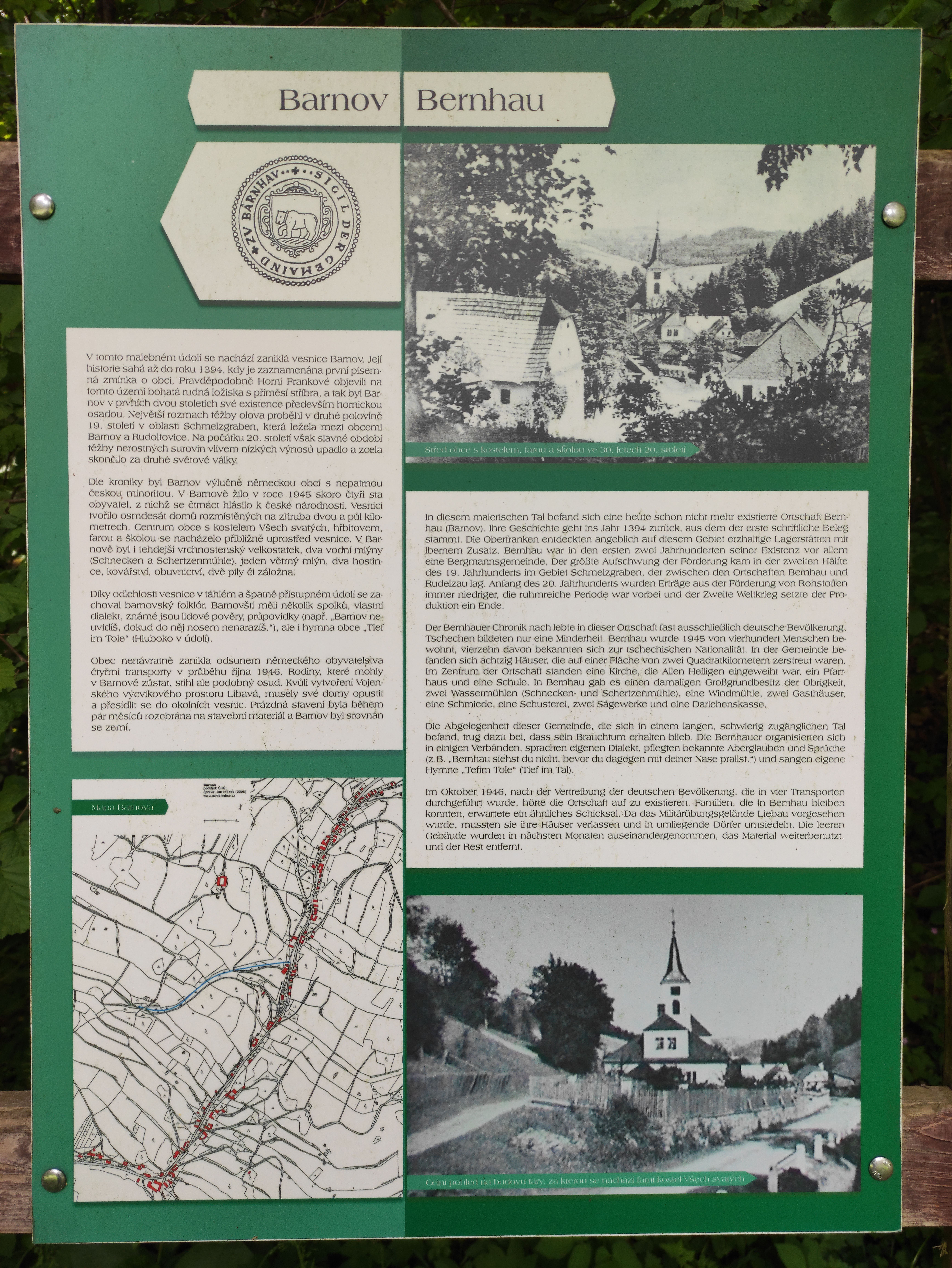
Informační tabule u památníku zaniklé obce Barnov
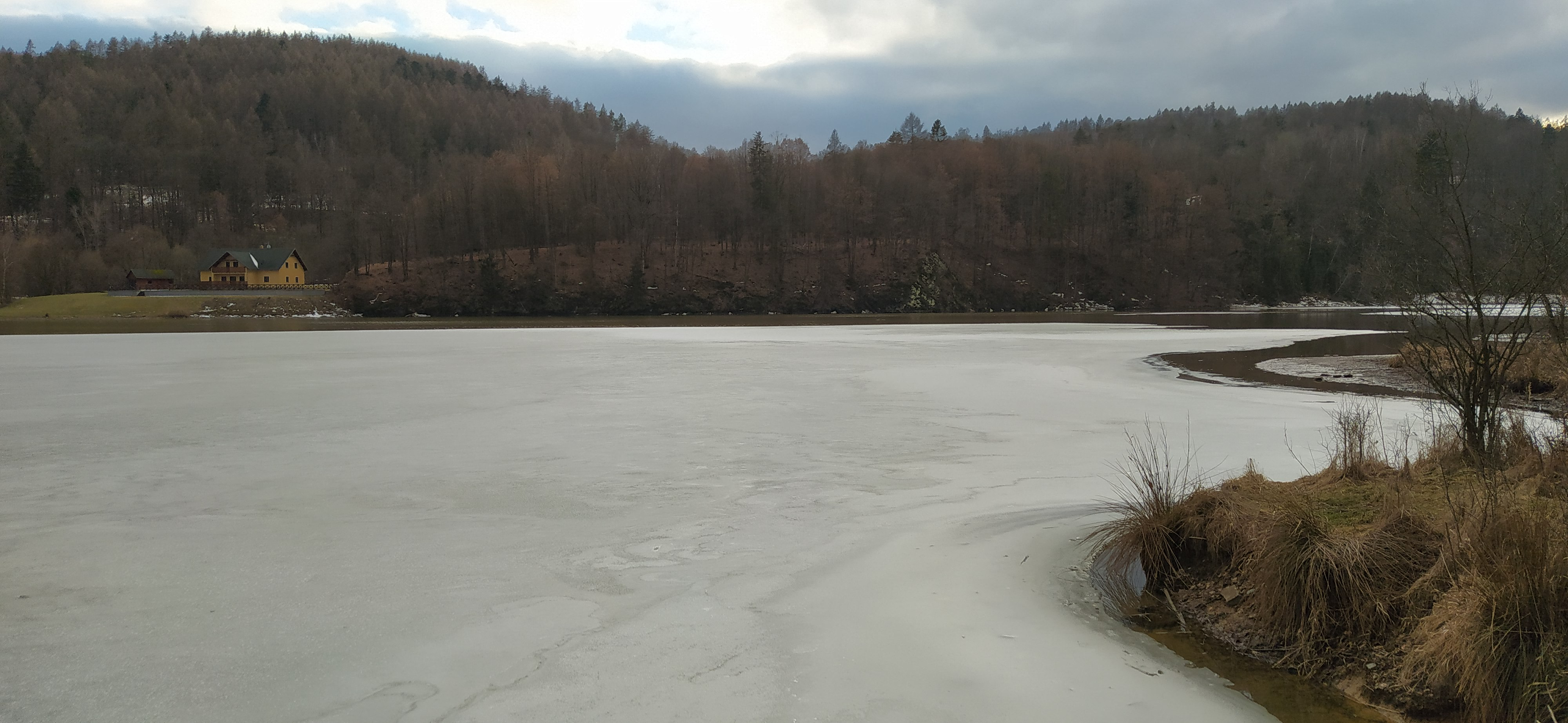
Nádrž Barnovská - pohled směrem k Barnovu
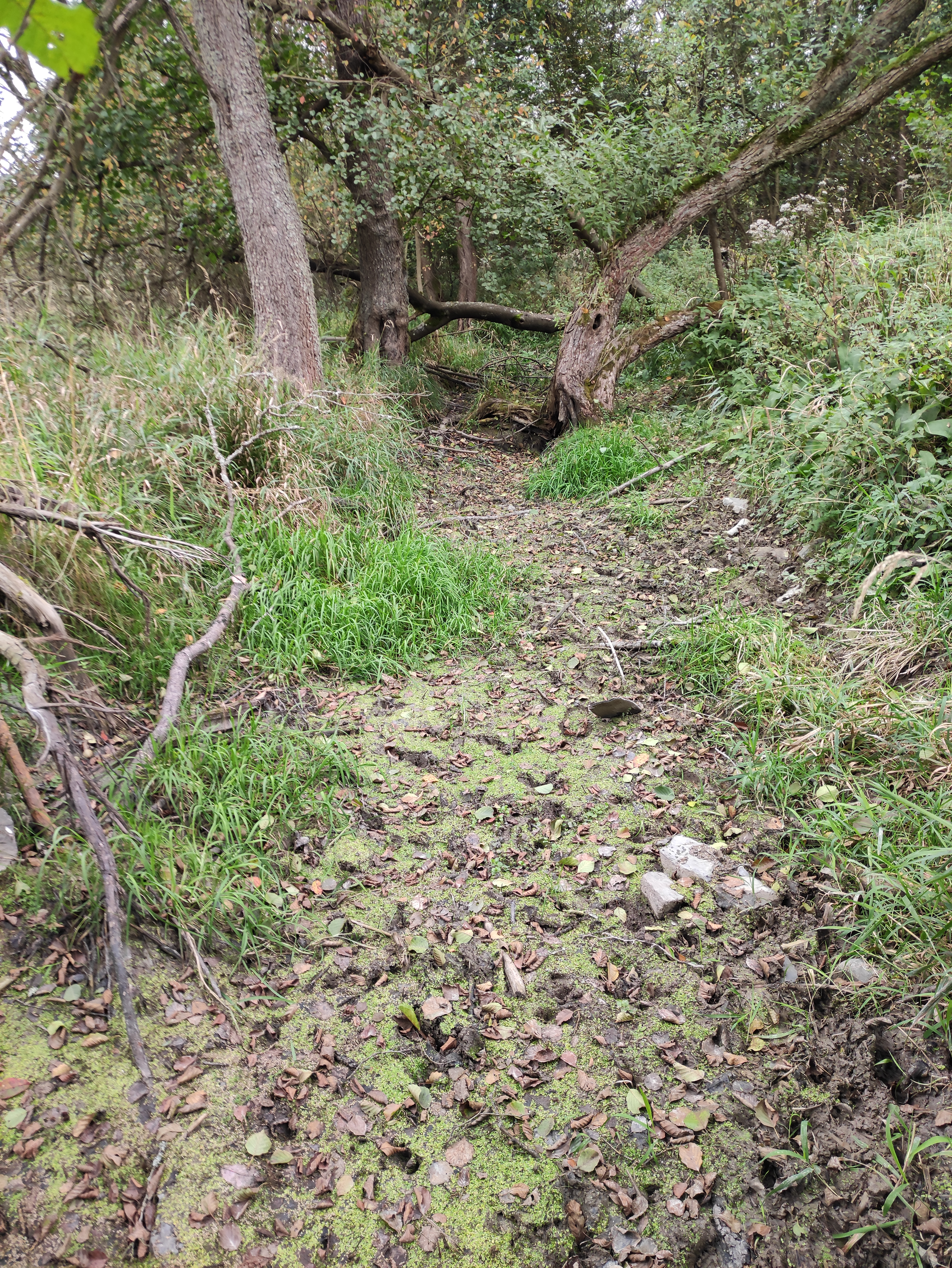
Náhon Barnovského mlýna